# The Nigger
The Nigger is een verloren stomme Amerikaanse dramafilm uit 1915 met William Farnum in de hoofdrol. Omdat de titel destijds al controversieel was, werd de film op sommige markten hernoemd tot The Governor of The New Governor.
The Nigger is gebaseerd op een toneelstuk van de Amerikaanse toneelschrijver Edward Sheldon. Het onderzoekt de relatie tussen zwarten en blanken in het melodrama van een politicus die geconfronteerd wordt met een onverwacht persoonlijk dilemma. Het stuk werd op 4 december 1909 voor het eerst opgevoerd op Broadway in The New Theatre in New York. Nadien werd het verhaal in de vorm van een roman uitgegeven en ten slotte in 1915 verfilmd.

## Rolverdeling
| Acteur            | Personage      |
| ----------------- | -------------- |
| William Farnum    | Philip Morrow  |
| Claire Whitney    | Georgiana Byrd |
| George De Carlton | Albert Jones   |
| Henry Armetta     | Verkoper       |
| William Fox       | Presentator    |